# Ахметово (Кушнаренковський район)
Ахме́тово (рос. Ахметово, башк. Әхмәт) — село у складі Кушнаренковського району Башкортостану, Росія. Входить до складу Ахметовської сільської ради.
Населення — 886 осіб (2010; 891 у 2002).
Національний склад:
- башкири — 61 %
- татари — 37 %